# Akira Matsunaga (fodboldspiller, født 1948)
 For alternative betydninger, se Akira Matsunaga. (Se også artikler, som begynder med Akira Matsunaga)
Akira Matsunaga (født 8. august 1948) er en japansk fodboldspiller.

## Japans fodboldlandshold
| Japans landshold | Japans landshold | Japans landshold |
| År               | Kmp              | Mål              |
| ---------------- | ---------------- | ---------------- |
| 1973             | 3                | 0                |
| 1974             | 0                | 0                |
| 1975             | 0                | 0                |
| 1976             | 7                | 2                |
| Total            | 10               | 2                |